# Galassia Virgo A
Virgo A (nota anche come M 87, o NGC 4486) è una galassia ellittica gigante visibile nella costellazione della Vergine; domina l'Ammasso della Vergine, essendo una delle galassie più grandi conosciute. Fu scoperta da Johann Koehler il 5 maggio 1779, e poi riscoperta indipendentemente da Charles Messier nel 1781.
La sua relativa vicinanza alla Terra ne fa uno degli obiettivi privilegiati per la ricerca astronomica, in particolare per lo studio dei fenomeni altamente energetici in opera nel suo nucleo, che ospita un buco nero supermassiccio (il buco nero M87) della massa di 6,6 miliardi di volte superiore a quella del Sole.
Il 10 aprile 2019 è stata pubblicata la prima reale immagine di un buco nero: quello nel centro di Virgo A.

## Osservazione

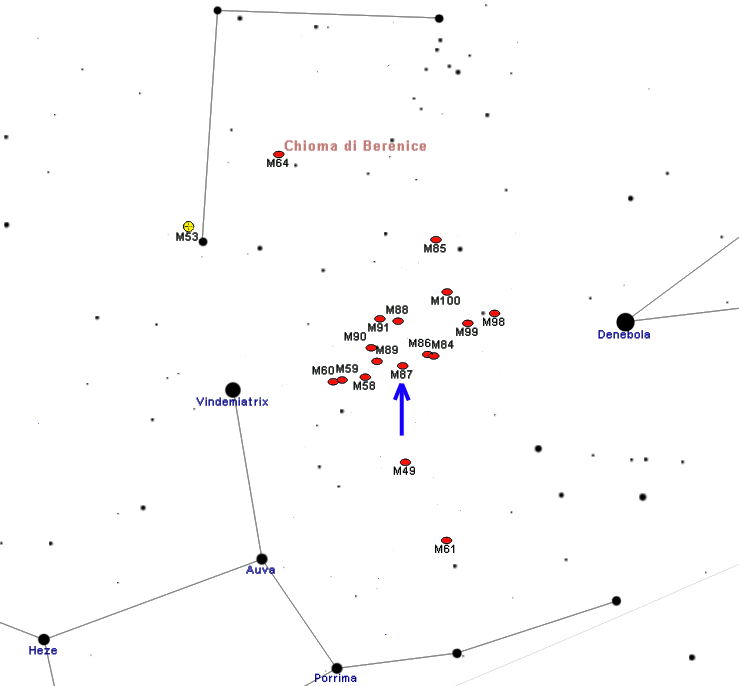
Mappa per individuare M87.

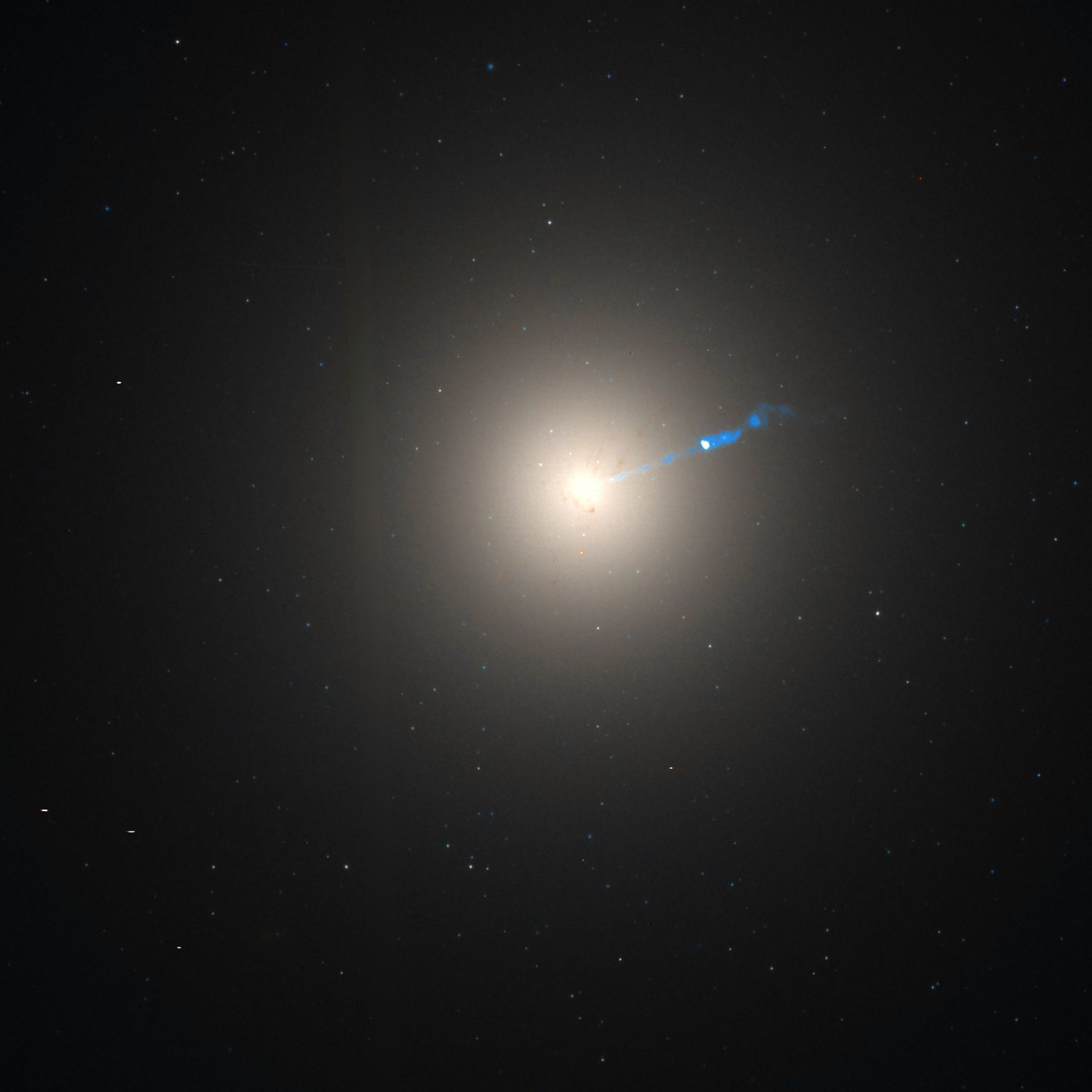
M87 (Telescopio spaziale Hubble)

Virgo A si trova in una regione di cielo priva di stelle luminose, tra le costellazioni della Vergine e della Chioma di Berenice; tuttavia si può individuare con una certa semplicità circa a metà via tra le stelle Denebola e Vindemiatrix. La galassia è anche alla portata d’un binocolo di media potenza, come un 10 x 50, col quale, se il cielo è nitido e non inquinato, essa si vede come una macchia molto debole e luminosa al centro. Con telescopi di aperture comprese tra i 60 mm e i 200 mm, il suo aspetto rimane lo stesso: un nucleo assai piccolo e brillante, circondato da un alone biancastro molto esteso che sfuma gradualmente nel fondo del cielo. Il diametro dell'alone mantiene le sue dimensioni apparenti di 4' anche con strumenti più potenti.
Virgo A può essere osservata con facilità da entrambi gli emisferi terrestri e da tutte le aree abitate della Terra, grazie al fatto che la sua declinazione non è eccessivamente settentrionale; dalle regioni boreali è maggiormente osservabile e si presenta estremamente alto nel cielo nelle notti di primavera, mentre dall'emisfero australe appare mediamente più basso, eccettuate le aree prossime all'equatore. Il periodo migliore per la sua osservazione nel cielo serale è quello compreso tra marzo e agosto.
Charles Messier fu il primo ad osservare questa galassia, descrivendola come una nebulosa tonda e senza stelle, con un centro assai piccolo e circondato da un alone debole ma esteso; la inserì nel suo catalogo col numero 87, paragonandola, nella descrizione, alle galassie M84 e M86. William Herschel la descrisse come una semplice nube molto luminosa, tonda e più brillante nel centro.

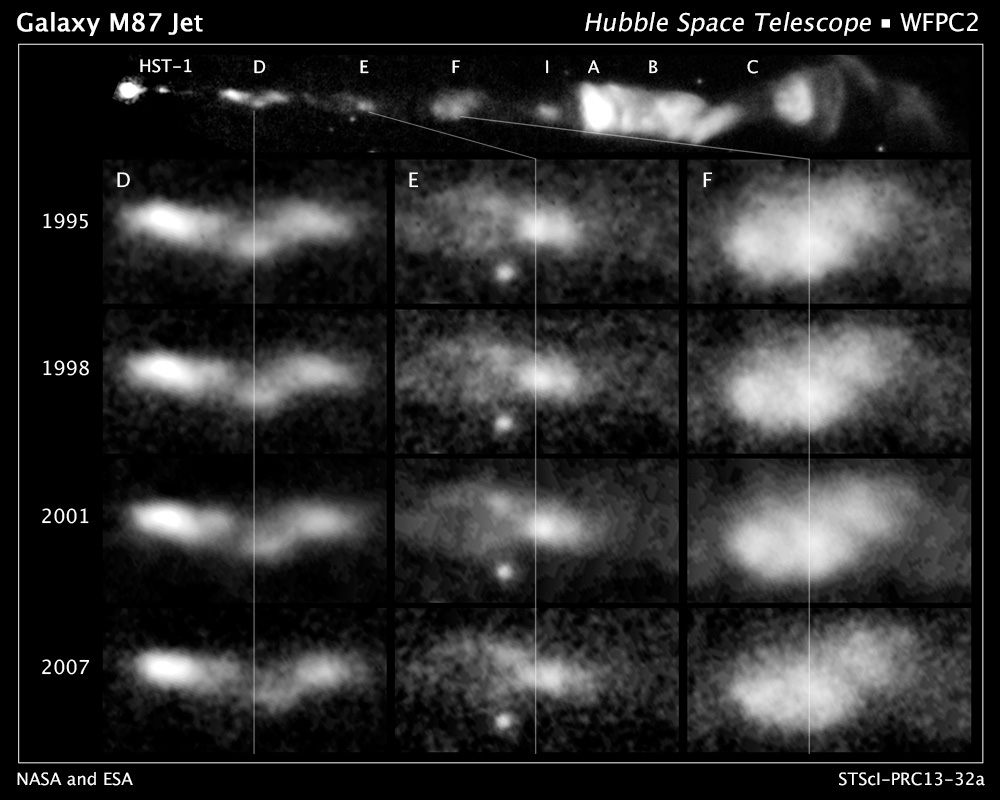
M87 - Il flusso a spirale del jet emesso dal buco nero supermassiccio (Telescopio spaziale Hubble)

## Caratteristiche

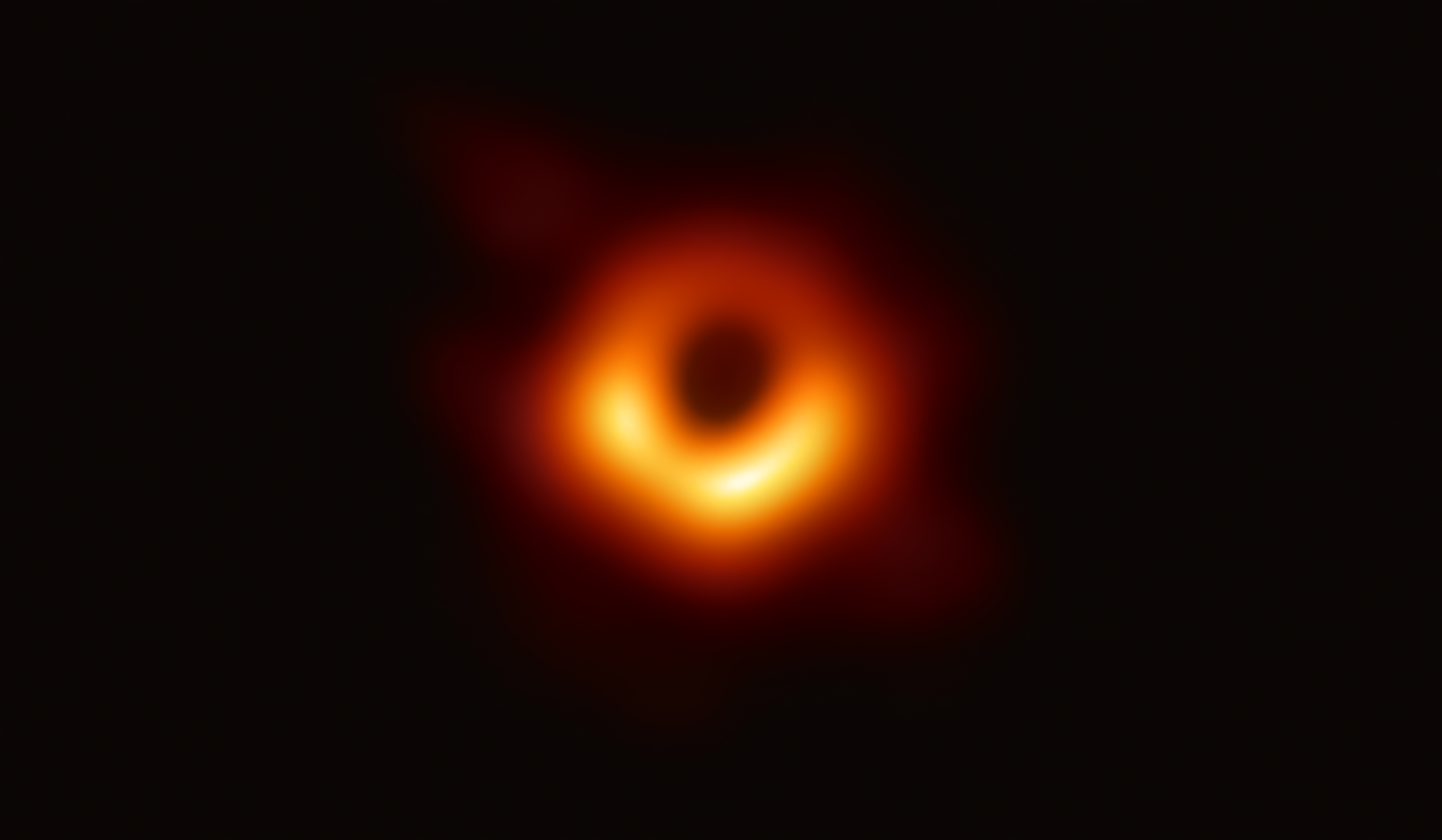
Il Buco nero supermassiccio nel nucleo della galassia ellittica Messier 87 nella costellazione della Vergine.
Si tratta della prima foto diretta di un buco nero, realizzata dal progetto internazionale Event Horizon Telescope, pubblicata il 10 aprile 2019.

M87 si trova nelle regioni più centrali dell'Ammasso della Vergine ed è probabilmente la galassia più estesa di questo ammasso di galassie. Nella banda della luce visibile appare solo come una macchia estesa e lattiginosa con un nucleo molto piccolo; tuttavia nel suo centro è presente una potente radiosorgente nota come Virgo A o 3C 274.
La massa di M87 è pari ad almeno mille miliardi di masse solari,  mentre il buco nero al suo centro, anch'esso denominato M87, è stimato in circa 2,4 miliardi di masse solari.
Nel 1919 fu osservata, nei pressi del suo nucleo, una supernova che raggiunse la magnitudine 12,3.

### Ammassi globulari
M87 possiede un numero molto alto di ammassi globulari, stimato tra 13.000 e 15.000 (per confronto, la Via Lattea possiede tra 150 e 200 ammassi globulari). È probabilmente il numero di ammassi globulari più alto conosciuto per una galassia. Il grande numero di ammassi ha aiutato gli astronomi a valutare la distanza della galassia (circa 60 milioni di anni luce), studiandone la distribuzione in luminosità.

### Getto

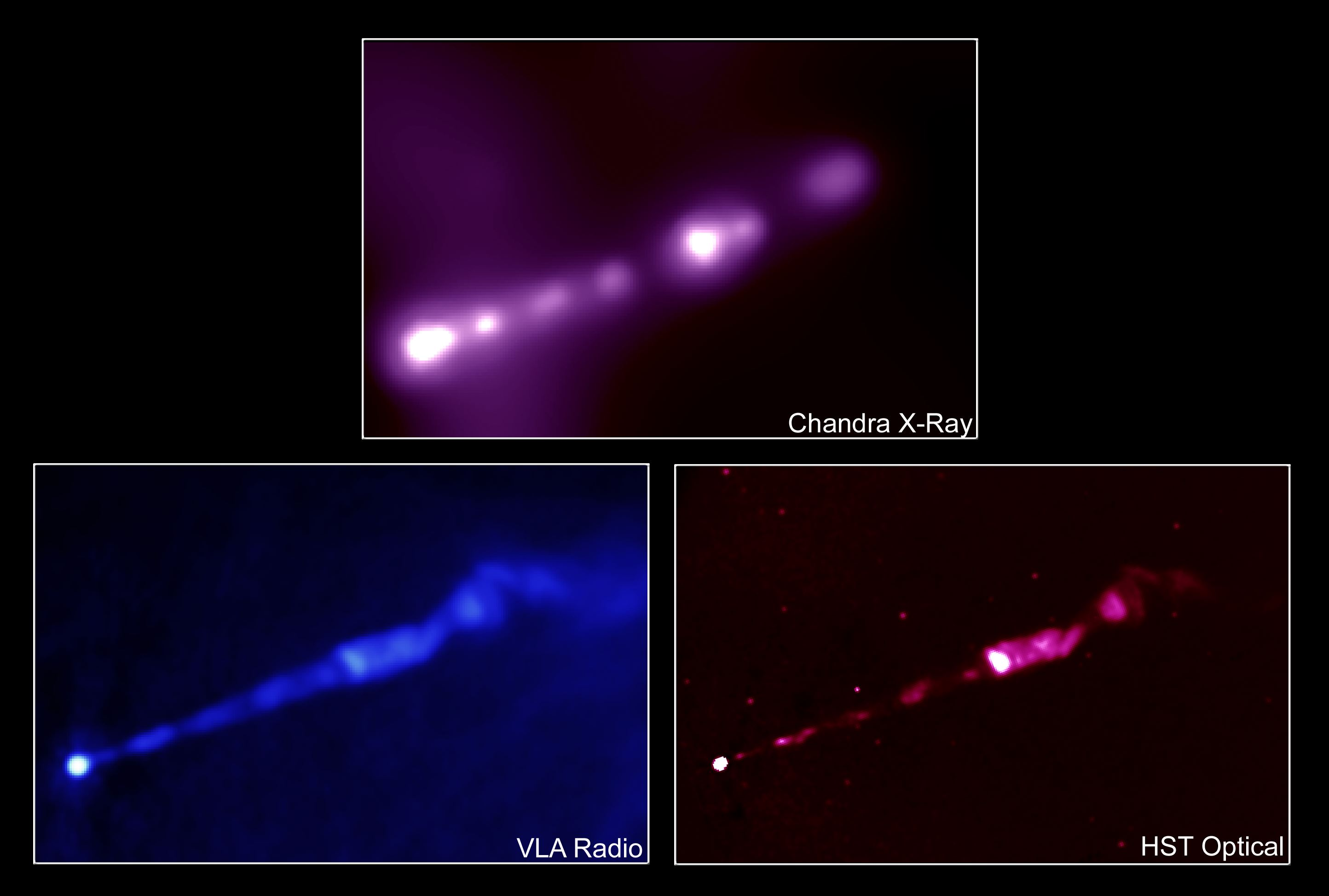
Immagini del getto di M87 in diverse bande dello spettro.

Nel 1918 l'astronomo Heber Curtis del Lick Observatory scoprì un getto di materia emergente da M87, che descrisse come "uno strano raggio diritto". Il getto si estende per almeno 5000 anni luce dal nucleo di M87 ed è composto da materia espulsa dalla galassia, molto probabilmente da un buco nero. L'ipotesi è stata rafforzata dalla scoperta di un disco di gas in rapida rotazione attorno al nucleo della galassia. Tale buco nero dovrebbe avere una massa di circa 3 miliardi di masse solari. M87 è inoltre sorgente di onde radio, raggi X e raggi gamma. La sua vicinanza l'ha resa una delle radiogalassie più studiate. Il getto che vediamo che si origina dal centro è solo la parte rivolta verso la nostra direzione di un doppio getto, la cui controparte è situata dall'altra parte della galassia ed è quindi invisibile a noi.
Il getto è diviso da una decina di noduli, scoperti dall'Osservatorio di Monte Palomar, risolvibili a loro volta in strutture minori; la massima emissione del getto avviene nella lunghezza d'onda dell'ultravioletto, sebbene sia visibile anche in alcune immagini ad alta risoluzione prese nella banda delle onde radio: ciò comporta che l'origine della radiazione ultravioletta sia la stessa di quella radio, ossia una emissione di sincrotrone causata da elettroni che viaggiano a velocità prossime a quella della luce disposte su un campo di forza di un campo magnetico. Il Telescopio Spaziale Hubble ha trovato evidenze della presenza di un buco nero: nel suo centro è infatti presente una massa compresa tra due e tre miliardi di masse solari, concentrate in un raggio di 60 anni luce.
In un'immagine ripresa dal Telescopio Hubble nel 1999, sembrano esserci le evidenze di un apparente moto superluminale del getto, stimabile tra quattro e sei volte la velocità della luce; presentemente s’interpreta quest’osservazione come un effetto visivo provocato dalla velocità relativistica del getto, e non come un reale moto superluminale. Gli studi condotti sulla radiosorgente centrale di M87, inoltre, sembrano avvalorare la teoria secondo la quale i quasar, gli oggetti BL Lacertae e le radiogalassie siano in realtà lo stesso tipo di oggetto, ossia galassie attive viste da prospettive differenti.

### Libri
- (EN) Stephen James O'Meara, Deep Sky Companions: The Messier Objects, Cambridge University Press, 1998, ISBN 0-521-55332-6.

### Carte celesti
- Toshimi Taki, Taki's 8.5 Magnitude Star Atlas, su geocities.jp, 2005. URL consultato il 7 novembre 2010 (archiviato dall'url originale il 5 novembre 2018). - Atlante celeste liberamente scaricabile in formato PDF.
- Tirion, Rappaport, Lovi, Uranometria 2000.0 - Volume I - The Northern Hemisphere to -6°, Richmond, Virginia, USA, Willmann-Bell, inc., 1987, ISBN 0-943396-14-X.
- Tirion, Sinnott, Sky Atlas 2000.0 - Second Edition, Cambridge, USA, Cambridge University Press, 1998, ISBN 0-933346-90-5.
- Tirion, The Cambridge Star Atlas 2000.0, 3ª ed., Cambridge, USA, Cambridge University Press, 2001, ISBN 0-521-80084-6.